# 春琴抄
『春琴抄』（しゅんきんしょう）は、谷崎潤一郎による中編小説。盲目の三味線奏者・春琴に丁稚の佐助が献身的に仕えていく物語の中で、マゾヒズムを超越した本質的な耽美主義を描く。句読点や改行を大胆に省略した独自の文体が特徴。谷崎の代表作の一つで、映像化が多くなされている作品でもある。英訳タイトルは"A Portrait of Shunkin"。
1933年（昭和8年）6月、『中央公論』に発表された。単行本は、「蘆刈」と「顏世」の2作品と共に収録し、同年12月に創元社より刊行された。単行本初版の表紙には黒漆塗りと朱漆塗りの二種類が存在しており、後者は発行部数が極めて少ない珍本である。

## あらすじ
物語は「鵙屋春琴伝」という一冊の書物を手にした「私」が、春琴の墓と、その横に小さくある佐助の墓を参り、2人の奇縁を語るモノローグで始まる。
大阪道修町の薬種商鵙屋の次女、春琴（本名は琴）は9歳の頃に眼病により失明して音曲を学ぶようになった。春琴の身の回りの世話をしていた丁稚の佐助もまた三味線を学ぶようになり、春琴の弟子となる。わがままに育った春琴の相手をさせようという両親の思惑とは裏腹に、春琴は佐助が泣き出すような激しい稽古をつけるのだった。やがて、春琴が妊娠していることが発覚するが、春琴も佐助も関係を否定し、結婚も断る。結局、春琴は佐助そっくりの子供を出産した末に里子に出した。
やがて春琴は20歳になり、師匠の死を機に三味線奏者として独立した。佐助もまた弟子兼世話係として同行し、我が儘がつのる春琴の衣食住の世話をした。春琴の腕前は一流として広く知られるようになったが、種々の贅沢のために財政は苦しかった。
そんな中、春琴の美貌が目当てで弟子になっていた利太郎という名家の息子が春琴を梅見に誘って口説こうとするが、春琴は利太郎を袖にしたあげく、稽古の仕置きで額にケガをさせてしまう。その1ヵ月半後、何者かが春琴の屋敷に侵入して春琴の顔に熱湯を浴びせ、大きな火傷を負わせる。
春琴はただれた自分の顔を見せることを嫌がり、佐助を近づけようとしない。春琴を思う佐助は自ら両眼を針で突き、失明した上でその後も春琴に仕えた。佐助は自らも琴の師匠となり、温井（ぬくい）琴台を名乗ることを許されたが、相変わらず結婚はせずに春琴の身の回りの世話を続けた。
春琴は1886年（明治19年）に脚気で亡くなり、佐助もまた、その21年後の1907年（明治40年）に亡くなった。

## 文体
春琴抄は、改行、句読点、鈎括弧などの記号文字を極力使わない特徴的かつ実験的な文体で書かれており、新潮文庫版で10行近く句点がないことも珍しくなく、文章の区切りとして数ページ毎に空行がある他は、作中で一度も改行を使っていない。一般的には句点を必要とする場所でも句点を使わずに書いてあることも多く、例えば「…した。すると…」とか「…であろう。最初は…」といった場所が「…したすると…」とか「…であろう最初は…」となっている。
初版では全編で変体仮名が多く用いられているが、後の版では通常の仮名に改められている。

## 評価

### 同時代評価
正宗白鳥は『中央公論』において「聖人出づると雖も、一語を挿むこと能わざるべしと云った感に打たれた」と称賛した一方で「明日の日は、私もこういう文学を唾棄するかも知れない」と書いている。小林秀雄は「特に心を動かされたでもなし、深く考えさせられたのでもない」と、本作について消極的な見解を示した。川端康成は本作について「ただ嘆息するばかりの名作で、言葉がない」と評した。

### 後世の評価
英文学者でもある文芸評論家の西村孝次は、昭和八年は他の文豪が多くの作品を残した年であるとした上で、それらの中でも『春琴抄』が「時局のせいでも題材の珍しさのためでもなく、作者の精神と技工の次元と成熟のゆえ」ひときわ高く抜きんでていると評している。小説家の円地文子は、谷崎文学中で屈指の名作とした上で、谷崎の作品群にみられる女性憧憬という一貫した主題の中で、『春琴抄』は女を相手にして悪戦苦闘の末についに法悦の境にまで達する顛末を完全に描いたとしている。小説家の山崎ナオコーラは、『春琴抄』が視力を失う物語の中で逆説的に多様な視力を描いているとしており、「頭の中で好きな人を見る幸せを、こんなにも素晴らしく描き出した作品は他にない」と評している。

## エピソード
- 本作において、春琴の顔に熱湯をかけた人物は明記されていない。谷崎のミステリ嗜好からも犯人について多くの推論がなされており、「お湯かけ論争」と呼ばれる。
- 本作の発表後、谷崎のもとには作中冒頭に登場する二つの墓（春琴の墓と佐助の墓）が実際にどこにあるのかという問い合わせが相次いだという。
- 著者から長女鮎子宛の手紙（1940年3月5日付）に、自身が朗読したレコードがヸクターから出るとある。
- 春琴のモデルには、谷崎が地唄の出稽古を受けていた、三代目菊原琴治（盲人）の娘・菊原初子も擬せられている。また、初期の戯曲作品の久保田万太郎『鵙屋春琴』において、佐藤春夫が「春鶯囀（しゅんのうでん）」の歌詞（「をかに來て　ほがらかに　なくやうぐひす　ありし日の　たにまの雪に　まじへたる　こほる泪は　知るひとぞ知る）を創作し、それに菊原琴治が曲を付けている。

## 映画
- 1935年『春琴抄 お琴と佐助』（制作：松竹蒲田、監督：島津保次郎）
  - 春琴：田中絹代 / 佐助：高田浩吉
- 1954年『春琴物語』（制作：大映、監督：伊藤大輔）
  - 春琴：京マチ子 / 佐助：花柳喜章
- 1961年『お琴と佐助』（制作：大映、監督：衣笠貞之助）
  - 春琴：山本富士子 / 佐助：本郷功次郎
- 1972年『讃歌』（制作：近代映画協会・日本アート・シアター・ギルド、監督：新藤兼人）
  - 春琴：渡辺督子 / 佐助：河原崎次郎
- 1976年『春琴抄』（配給：東宝、監督：西河克己）
  - 春琴：山口百恵 / 佐助：三浦友和
- 2008年『春琴抄』（制作：エースデュースエンタテインメント・日本出版販売・ワコー・ビデオプランニング・アールグレイフィルム、 監督：金田敬）
  - 春琴：長澤奈央 / 佐助：斎藤工

## テレビドラマ
- 1960年、日産劇場『春琴抄』（制作：日本テレビ[9]）
  - 春琴：島崎雪子 / 佐助：金田龍之介
- 1965年、シオノギテレビ劇場『春琴抄』（制作：フジテレビ、脚本：榎本滋民、演出：島田親一）
  - 春琴：山本富士子 / 佐助：市川猿之助
- 1973年、女・その愛のシリーズ『春琴抄』（制作：NET・東映、脚本：小國英雄、監督：倉田準二）[10]
  - 春琴：松原智恵子 / 佐助：松橋登

| 日本テレビ 日産劇場（1960年2月6日 - 2月27日）             | 日本テレビ 日産劇場（1960年2月6日 - 2月27日） | 日本テレビ 日産劇場（1960年2月6日 - 2月27日） |
| 前番組                                                    | 番組名                                        | 次番組                                        |
| --------------------------------------------------------- | --------------------------------------------- | --------------------------------------------- |
| 明治一代女                                                | 春琴抄                                        | 白鷺                                          |
| フジテレビ シオノギテレビ劇場（1965年10月7日 - 10月14日） |                                               |                                               |
| 落城                                                      | 春琴抄                                        | 戸田家の兄妹                                  |
| フジテレビ 木曜22:00 - 22:45枠                            |                                               |                                               |
| 泥棒貴族                                                  | 春琴抄 （これより「シオノギテレビ劇場」）     | 戸田家の兄妹                                  |
| NET 女・その愛のシリーズ（水曜21時枠）                    |                                               |                                               |
| 明治一代女                                                | 春琴抄                                        | 滝の白糸                                      |

## 舞台
これ以前のものに関しては、『谷崎潤一郎「春琴抄」の劇化について』（赤井紀美）に詳しい。
- 1982年『愛限りなく』（宝塚歌劇団月組・宝塚大劇場公演、脚本・演出：内海重典）
  - 佐助：大地真央 / 春琴：春風ひとみ
- 1995年『殉情』（宝塚歌劇団星組・宝塚バウホール公演、脚本・演出：石田昌也）
  - 佐助：絵麻緒ゆう / 春琴：月影瞳
- 2002年『殉情』（宝塚歌劇団雪組・シアター・ドラマシティ他公演、脚本・演出：石田昌也）
  - 佐助：絵麻緒ゆう / 春琴：紺野まひる
- 2008年『殉情』（宝塚歌劇団宙組・宝塚バウホール公演、脚本・演出：石田昌也）
  - 佐助：早霧せいな / 春琴：和音美桜（役替わりAパターン）
  - 佐助：蓮水ゆうや / 春琴：すみれ乃麗（役替わりBパターン）
- 2008年『春琴』―谷崎潤一郎『春琴抄』『陰翳礼讃』より（世田谷パブリックシアター+コンプリシテ共同制作、演出：Simon McBurney、芸術監督：野村萬斎、音楽監修・三味線：本條秀太郎）　
  - 佐助：チョウソンハ / 春琴：深津絵里
- 2008年『春琴伝』（中國浙江小百花越劇團）上海東方芸術センター
  - 佐助: 蔡浙飛 / 春琴：章益清
- 2010年『春琴』(Complicite Shun-Kin)（英国合拍劇団、日本世田谷公共劇場） 台湾国家戲劇院 演出：Simon McBurney
  - 春琴：深津絵里:（操偶飾演）
- 2016年『極上文學 第10弾 春琴抄』（全労済ホール / スペース・ゼロ、OBP円形ホール）  
  - 演出：キムラ真、脚本：神楽澤小虎、音楽：橋本啓一、キービジュアル：中村明日美子 / 製作：CLIE、企画：MAG.net、制作：Andem
  - 足立英昭、伊崎龍次郎、大高洋夫、川下大洋、鈴木裕斗、富田翔、藤原祐規、桝井賢斗、松本祐一、和田琢磨

## オペラ
- 春琴抄 オペラ全3幕 (1975)
  - 作曲：三木稔
  - 台本：まえだ純

## テレビアニメ
- 1986年『青春アニメ全集』の1本として

## 漫画
- 『春琴抄』原作：谷崎潤一郎 漫画：及川徹

講談社の『マガジンSPECIAL』2011年No.7に「マガスペ恋愛文学館」第1回として読み切り掲載、2016年5月27日に『マガジンポケット』で再録。
- 『春琴抄』原作：谷崎潤一郎 漫画：高橋真巳

集英社の『マーガレットコミックスDIGITAL』にて2015年12月1日より配信。全1巻。
- 『ホーキーベカコン』作：笹倉綾人 原案：谷崎潤一郎 船場言葉監修：Mint

KADOKAWAの『電撃G'sコミック』にて2018年1月号より連載。全3巻。
- 『春琴抄』原作：谷崎潤一郎 漫画：あれぐろ

リイド社の成人向け漫画雑誌『comicクリベロン』Vol.75（2019年1月号）に読み切り掲載。単話でも電子書籍として配信。